# The Mammoth Book of Best New Horror 22
The Mammoth Book of Best New Horror 22 är den tjugoandra volymen i antologiserien med samma namn. Den publicerades 2011 på det brittiska bokförlaget Robinson och i USA på Running Press.

## Innehåll
- "Introduction: Horror in 2010" av Stephen Jones
- "What Will Come After" av Scott Edelman
- "Substitutions" av Michael Marshall Smith
- "A Revelation of Cormorants" av Mark Valentine
- "Out Back" av Garry Kilworth
- "Fort Clay, Louisiana: A Tragical History" av Albert E. Cowdrey
- "Just Outside Our Windows, Deep Inside Our Walls" av Brian Hodge
- "Fallen Boys" av Mark Morris
- "The Lemon in the Pool" av Simon Kurt Unsworth
- "The Pier" av Thana Niveau
- "Featherweight" av Robert Shearman
- "Black Country" av Joel Lane
- "Lavender and Lynchgates" av Angela Slatter
- "Christmas with the Dead" av Joe R. Lansdale
- "We All Fall Down" av Kirstyn McDermott
- "Oh I Do Like to Be Beside the Seaside" av Christopher Fowler
- "Losenef Express" av Mark Samuels
- "Lesser Demons" av Norman Partridge
- "Telling" av Steve Rasnic Tem
- "As Red As Red" av Caitlín R. Kiernan
- "With the Angels" av Ramsey Campbell
- "Autumn Chill" av Richard L. Tierney
- "City of the Dog" av John Langan
- "When the Zombies Win" av Karina Sumner-Smith
- "Necrology: 2010" av Stephen Jones och Kim Newman